# Rio Bucaná

Rio Bucaná é um rio no município de Ponce, em Porto Rico. O rio tem sua origem no barrio Machuelo Arriba, onde se forma a uma altitude de 35 m. Ele se forma a partir da confluência do rio Cerrillos e do rio Bayagán. Ele também é alimentado pelo rio Portugues durante curso em direção ao sul. O rio Bucaná percorre 9,48 km até desaguar no mar do Caribe. Este rio é um dos 14 rios do município.